# Asparagus umbellatus

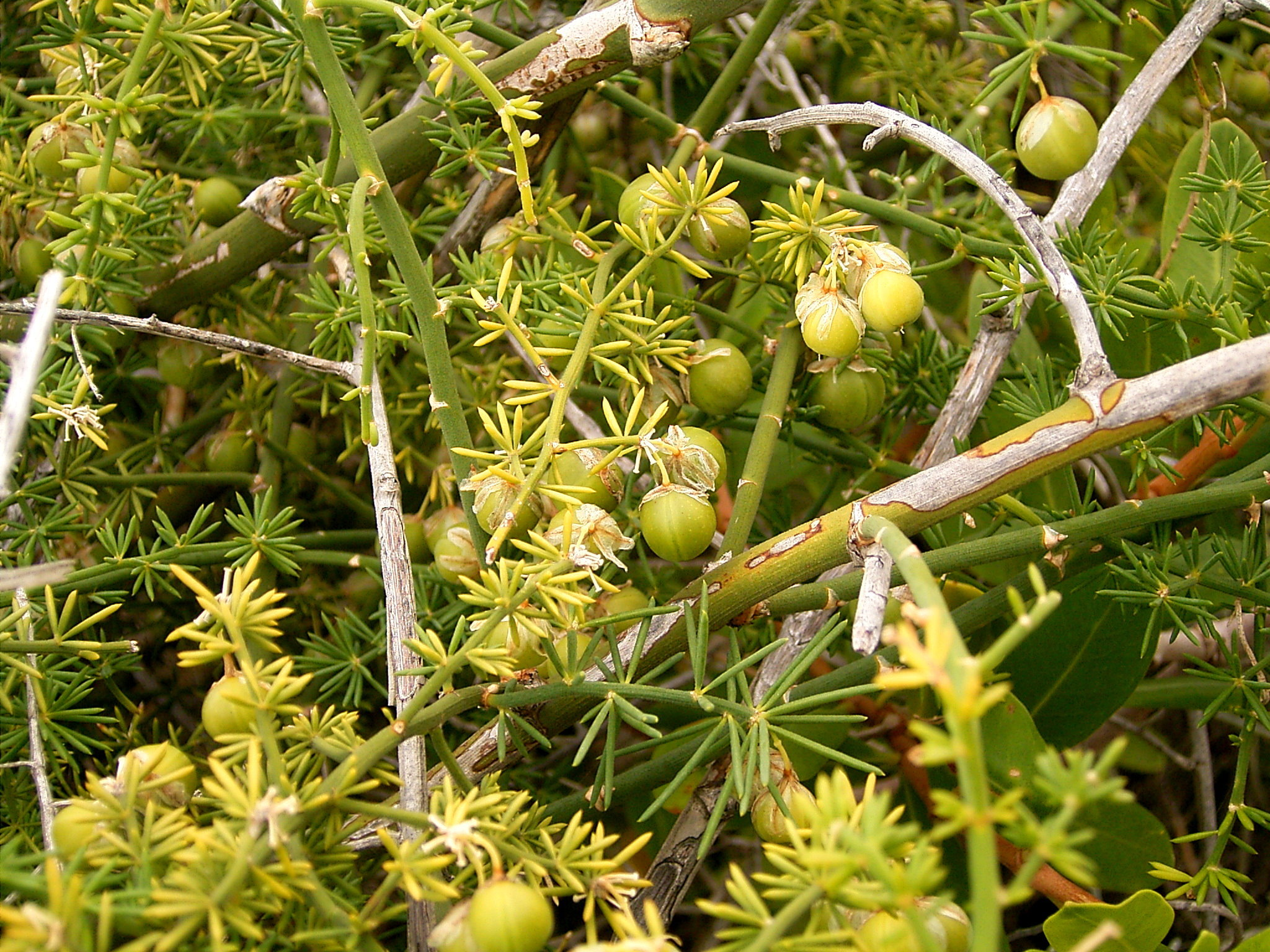
Fruits

Asparagus umbellatus és una espècie de planta de la família de les Asparagàcies que es distribueix per les Illes Canàries. És una herbàcia de distribució àmplia i que es troba també en penya-segats i roques de les zones baixes i de la laurisilva. Es tracta d'una espècie endèmica de la regió macaronèsica i està representat a les illes amb la ssp. umbellatus, endèmica de Canàries i de la que se'n diferencia una var. flavescens Svent. a Gran Canària, mentre que la ssp. lowei (Kunth) Valdés és endèmica de l'illa de Madeira. Dins del gènere es diferencia per tractar-se d'una planta voluble, amb cladodis no espinosos, curts i plans. Les inflorescències són umbel·les, amb flors de tèpals que mesuren de 5 a 7 mm i es coneix com a esparreguera comú.

## Taxonomia
Asparagus umbellatus va ser descrita per Link, Johann Heinrich Friedrich.

### Etimologia
- Asparagus: prové del clàssic llatí "sparagus".[3]
- umbellatus: epítet llatí que significa "amb forma d'umbel·la", en referència a les inflorescències d'aquesta planta.[4]